# Clunch

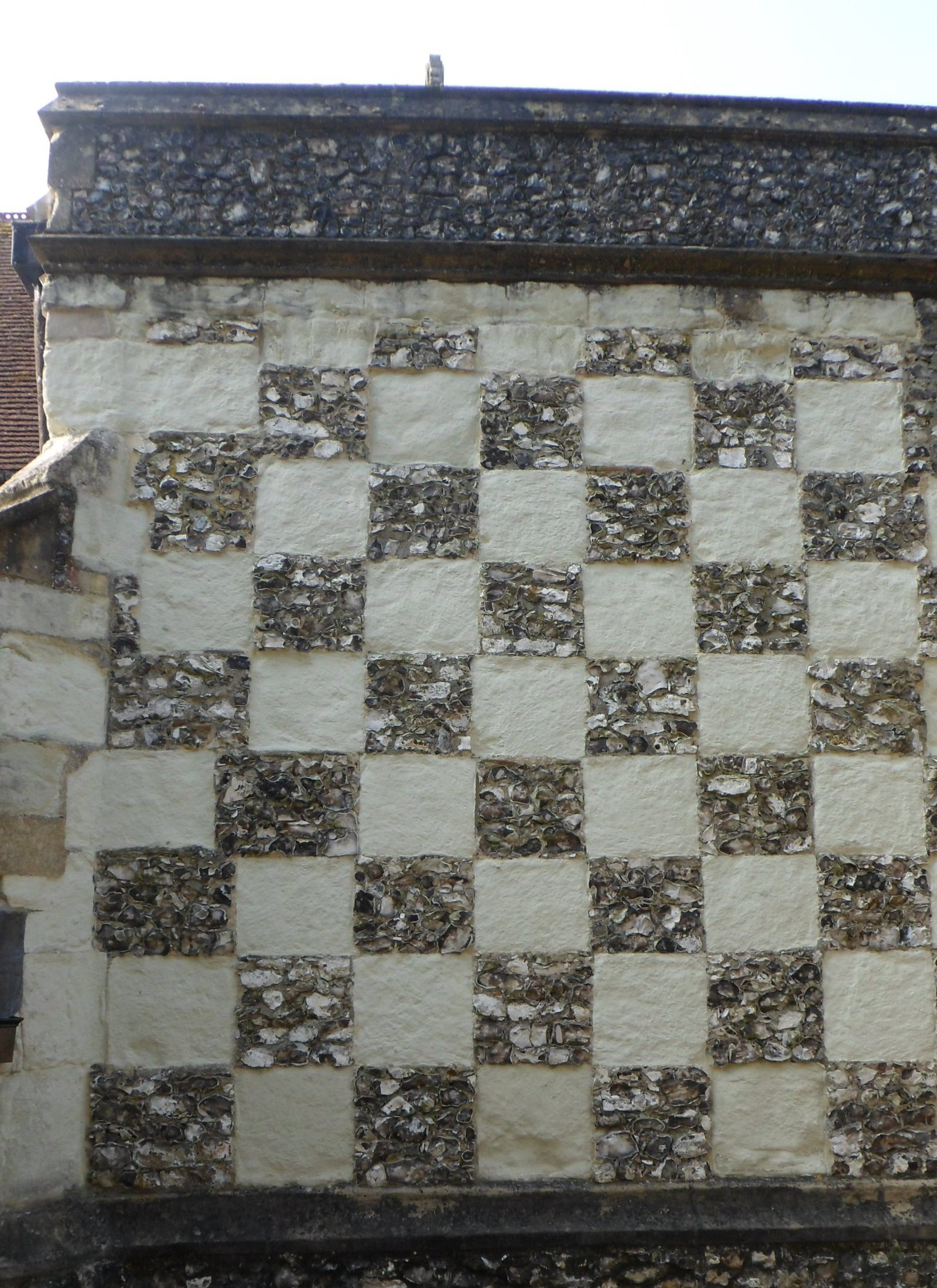
Feuerstein (dunkel) und "Clunch" (hell) sorgen für einen Schachbretteffekt an einer Mauer der Seitenkapelle der St Michael's Church, Mickleham (Surrey).

Clunch (ˈklənch, ˈklu̇n-, /klʌn(t)ʃ/) ist der Name eines Kalksteins, der traditionell als Baumaterial im Osten Englands und in der Normandie verwendet wird. Im Unterschied zu anderen Kalksteinen ist Clunch weicher zu schneiden und erinnert an Kreide oder Ton-artige Gesteine. Der Begriff wird oft für ähnliche Gesteine oder weichere Aggregate benutzt.

## Eigenschaften
Clunch sind Kalkgesteine aus der Kreidezeit, vor etwa 145–66 Mio. Jahren. Er ist ein weicher, grau-weißer bis hellbeiger Stein, oft mit einem Grünstich. Die Verfärbung beruht auf einer Beimischung von Glaukonit, das oft auch im Kentish Ragstone vorkommt. Gelegentlich ist er von Ironstone durchsetzt. Der Stein hat eine grobkörnige Struktur durch die große Anzahl von Fossilien. Der namensgebende Stein wird in Totternhoe Quarry in Dunstable, Bedfordshire seit 1920 abgebaut. Der bedeutendste Steinbruch gehört der Firma H.G. Clarke & Son. Besonders die Steine aus den Steinbrüchen sind außerordentlich weich und äußerst anfällig für Erosion durch Wind oder chemischen Angriff, wenn sie in Sichtmauerwerk verbaut werden. In dem weicheren Zustand sind sie mit einer Säge schneidbar, vor allem wenn sie nach dem Bruch noch viel Wasser enthalten. Sobald der Stein austrocknet, wird er etwas härter.

## Nutzung
Clunch wird in unterschiedlichen Formen verwendet, sei es als Lesesteine an Feldrändern, oder als zugeschnittene Werkstein-Blöcke aus verschiedenen Steinbrüchen. Meistens wird er mit Mörtel zur Errichtung von Mauern verwendet. Verbreitet ist er vor allem in Teilen von East Anglia und dort vor allem in und um Thetford. Heute wird er vor allem für Grenzmauern und für landwirtschaftliche Gebäude verwendet.
In der Kathedrale von Ely wurde er auch an manchen Innenwänden verwendet, er ist an Gebäuden in den Gemeinden Seale, Surrey und Farnham zu finden. Im nahe gelegenen Burwell wurde die lokale Gemeindezeitschrift nach dem Baumaterial benannt.